# Sunny Mabrey
Sunny Mabrey (Gadsden, 1975. november 28. –) amerikai színésznő.

## Élete és pályafutása
18 évesen kezdte modellkarrierjét, a The Gap reklámarca volt. Mabrey az Alabamai Egyetemre járt, és a főiskola alatt színdarabokban és televíziós reklámokban szerepelt. 2002-ben mellékszereplő volt Az új fiú című vígjátékban. Főszerepet kapott Andrew Keegan oldalán is az ugyanebben az évben készült A Midsummer Night's Rave című drámafilmben.
Sarát alakította A lény 3. (2004) sci-fi thrillerben. A The Dream Date (2005) című vígjátékban egy híres modellt alakított, akiről Dylan Jameison (Michael Angarano) halálosan beteg középiskolás diák álmodik. A 2007-es Final Approach című televíziós thrillerben is szerepelt.

## Magánélete
2005 óta házas, férje Ethan Embry színész. 2012-ben elváltak, de 2015-ben újraházasodtak. Egy mostohafia van Embry korábbi házasságából.

## Filmográfia

### Film
| Év   | Magyar cím                         | Eredeti cím              | Szerep                        | Magyar hang     |
| ---- | ---------------------------------- | ------------------------ | ----------------------------- | --------------- |
| 2002 | Az új fiú                          | The New Guy              | Courtney                      | Zsigmond Tamara |
| 2002 |                                    | A Midsummer Night's Rave | Mia                           |                 |
| 2004 | A lény 3.                          | Species III              | Sara                          | Horváth Lili    |
| 2005 | XXX 2 – A következő fokozat        | XXX: State of the Union  | Charlie Mayweather            | Horváth Lili    |
| 2005 | Az utolsó randevú                  | One Last Thing...        | Nikki Sinclaire               |                 |
| 2006 | Kígyók a fedélzeten                | Snakes on a Plane        | Tiffany                       | Gubás Gabi      |
| 2008 |                                    | San Saba                 | Claire                        |                 |
| 2008 |                                    | Redirecting Eddie        | Oliver nője                   |                 |
| 2009 |                                    | Not Since You            | Victoria Gary                 |                 |
| 2010 |                                    | Repo                     | Jackie                        |                 |
| 2012 |                                    | The Child                | Carina Freitag                |                 |
| 2014 |                                    | Teacher of the Year      | Kate Carter                   |                 |
| 2016 |                                    | Holiday Breakup          | spagettilány                  |                 |
| 2017 |                                    | Teleios                  | Iris Duncan                   |                 |
| 2020 | Vidéki ballada az amerikai álomról | Hillbilly Elegy          | Bonnie (Mamó a 30-as éveiben) | Mentes Júlia    |

### Televízió
- Angel (2002)
- CSI: Miami helyszínelők (2003)
- Landolás (Utolsó csapás) (2007)
- Született feleségek (2008)
- Memphis Beat (2010)
- The Trainer (2013)